# 吳球
吳球（？—1696年），台灣諸羅新港人，台灣清代民變起事者之一。

## 生平
吳球本是諸羅的地方領袖。1696年，有所謂「前明後裔」的朱佑龍訕動吳球事件。加上該年七月地方糧吏陳樞的加入，吴球決定起事反清。該起事以「反清復明」為召，並以朱佑龍為首，吳球自居國師。不久，以吳球、朱佑龍、陳樞為首的集團積極招兵買馬。
佯稱一起舉事的保長林盛友趕往郡治密告，北路參將陳貴因而發兵包圍吳宅，終因力戰不勝，吳球與吳球妹婿鳳山糧吏陳樞、余金聲等為首七人均被捕並處死。朱佑龍則逃入山中，下落不明。